# Găureni, Nisporeni
Găureni este un sat din cadrul comunei Bălănești din raionul Nisporeni, Republica Moldova.
Conform recensământului din anul 2004, populația este de 728 locuitori. Distanța directă până la centrul raional Nisporeni este de 15 km, iar până la Chișinău este de 88 km.
În preajma satului este amplasată rezervația peisagistică Cazimir–Milești.

## Istorie
Satul Găureni a fost atestat documentar pentru prima dată în anul 1490:
„Din mila lui Dumnezeu, noi, Ștefan voievod, domn al Țării Moldovei. Facem cunoscut, cu această carte a noastră, tuturor celor care o vor vedea sau vor auzi citindu-se, că aceste adevărate slugi ale noastre, Iurșa și nepotului, Iliaș Saula, nepoții lui Stoian Procelnic cel bătrân, ne-au slujit drept și credincios. De aceea, noi, văzând dreapta și credincioasa lor slujbă către noi, i-am miluit cu deosebita noastră milă, le-am dat și le-am întărit în țara noastră, în Moldova, ocinile lor drepte, pe care le-a avut bunicul lor, Stoian Procelnic cel bătrân, de la bunicul nostru, Alexandru voievod, satele la Cârligătura, anume: Procelnicii, unde a fost curtea bunicului lor Stoian Procelnic, și Bogdăneștii, și Hovceștii, și Medelenii, și Nedeianii și Bogheasa, și, pe Bahlui, unde a fost Drago, și moara pe Bahlui, și, pe Jijia, Lazorenii, unde a fost Rosneag, și Procelnicii, și moara pe Jijia, și Cozmeștii, și Oișanii, și, peste Prut: Laslăoanii, la gura Hlabnicului, amândouă cuturile, și Negoeștii, și Stancăuții, și Scutureceanii, și Cernaeștii, și Găurenii, și Deleștii, la gura Delei, amândouă cuturile.

...

Iar pentru mai mare putere și întărire a tuturor celor mai sus scrise, am poruncit credinciosului nostru jupan, Tăutul logofăt, să scrie și să atârne pecetea noastră la această carte a noastră.

A scris Toader diac, la Suceava, în anul 6998 <1490>, luna octombrie, 14 zile.”